# شهرستان رندولف (آلاباما)
شهرستان رندولف، آلاباما (به انگلیسی: Randolph County, Alabama) شهرستانی در ایالات متحده آمریکا است که در آلاباما واقع شده‌است.

## خصوصیات
شهرستان رندولف ۱٬۵۱۲٫۵۶ کیلومترمربع مساحت دارد.